# يي لوين (سياسي)
يي لوين (بالبورمية: ရဲလွင်)‏ هو طبيب وسياسي ميانماري، ولد في 15 مايو 1951 في ميانمار. انتخب Mayor of Mandalay ‏ (5 أبريل 2016 – ).